# Sección de Aviación de Ejército 181
La Sección de Aviación de Ejército 181 (Sec Av Ej 181) es una sección de aviación de ejército del Ejército Argentino que pertenece a las formaciones de la 3.ª División de Ejército «Teniente General Julio Argentino Roca». Está basada en la Guarnición de Ejército «Bahía Blanca», Provincia de Buenos Aires y opera desde el Aeropuerto Comandante Espora.

## Historia
Surgido con el nombre de «Sección de Aviación de Ejército 5», sirve al Comando de la 3.ª División de Ejército.
En el año 2014 un avión Cessna T207 Turbo Skywagon de la Sección de Aviación de Ejército 181 que transportaba al comandante de la 3.ª División de Ejército sufrió una falla peligrosa en inmediaciones de Laprida. La tripulación, compuesta por un teniente primero y un subteniente, logró aterrizar al avión en un camino de tierra paralelo a la Ruta Provincial 51. La Comisión de la Aviación de Ejército resolvió otorgar a los dos oficiales la condecoración del Honor al Servicio de Vuelo Distinguido.